# Deutsche Straßen-Radmeisterschaften 2019
Die Deutschen Straßen-Radmeisterschaften 2019 fanden am 28. Juni 2019 in Spremberg bei Cottbus und am 30. Juni auf dem Sachsenring in Hohenstein-Ernstthal und Oberlungwitz in Sachsen statt.
Die Rennstrecke der Einzelzeitfahren der U23, der Frauen und der Männer befand sich auf dem Tagebaugelände von Spremberg und wurde dort über eine neu angelegte Straße führen. Für die U23 und die Frauen war die Strecke rund 30, für die Männer 35 Kilometer lang. Ausrichter war der RK Endspurt 09 Cottbus.
Bei den Straßenrennen trat der Bund Deutscher Radfahrer nicht nur als Veranstalter, sondern auch als Ausrichter auf, nachdem es Probleme gegeben hatte, für 2019 einen Austragungsort zu finden. Verantwortlicher vor Ort war der ehemalige Radrennfahrer und Rennorganisator Dietmar Lohr aus Chemnitz. Die Sachsenring Event GmbH erklärte sich bereit, den Sachsenring für die beiden Rennen der Frauen und Männer den Start-/Zielbereich zur Verfügung zu stellen. Die Stadt Hohenstein-Ernstthal erteilte die Streckengenehmigung für eine 12,9 Kilometer lange Runde, davon 3,5 Kilometer auf der Rennstrecke. Eine Runde wies 183 Höhenmeter auf.
Das Rennen erwies sich als „skurrile Hitzeschlacht“: Es herrschten nahezu 40 Grad. Zudem hatten die Organisatoren beschlossen, alle Fahrer, die mehr als zwei Minuten Rückstand auf die Spitze aufwiesen, aus dem Rennen zu nehmen. Damit sollten auf den Passagen, auf denen sich die Fahrer begegnen konnten, mögliche Risiken minimiert werden. In der Folge waren nach 40 Kilometern bereits 70 Fahrer ausgeschieden, 25 Kilometer später weitere 40. Von 190 gestarteten Fahrern erreichten letztlich nur 15 das Ziel. Die drei Erstplatzierten, Maximilian Schachmann, Marcus Burghardt und Andreas Schillinger, alle vom Team Bora-hansgrohe, bewältigten das Rennen im Stile eines Mannschaftszeitfahrens.
Das Straßenrennen der U23 wurde am 15. Juni als Drei-Länder-Meisterschaft 2019 gemeinsam mit der Luxemburger und Schweizer U23-Meisterschaft im schweizerischen Gippingen ausgetragen. Die Meisterschaft im Mannschaftszeitfahren fand am 8. September wie in den Jahren zuvor in Genthin statt.

## Resultate

### Straßenrennen

#### Frauen
| Platz | Athletin            | Zeit       |
| ----- | ------------------- | ---------- |
| 1     | Lisa Brennauer      | 2:53:27 h  |
| 2     | Lisa Klein          | gl. Zeit   |
| 3     | Liane Lippert       | gl. Zeit   |
| 4     | Franziska Koch      | gl. Zeit   |
| 5     | Charlotte Becker    | gl. Zeit   |
| 6     | Carolin Schiff      | + 0:02 min |
| 7     | Kathrin Hammes      | + 0:04 min |
| 8     | Svenja Betz         | + 0:09 min |
| 9     | Tatjana Paller      | gl. Zeit   |
| 10    | Ricarda Bauernfeind | gl. Zeit   |

Länge: 103,2 km

Start: Sonntag, 30. Juni, 8:00 Uhr MESZ

Strecke: 8 Runden mal 12,9 km = 103,2 km

Durchschnittsgeschwindigkeit der Siegerin: 34,59 km/h

Von 74 Athletinnen kamen 23 ins Ziel.

#### Männer
| Platz | Athlet                | Zeit       |
| ----- | --------------------- | ---------- |
| 1     | Maximilian Schachmann | 4:24:17 h  |
| 2     | Marcus Burghardt      | gl. Zeit   |
| 3     | Andreas Schillinger   | gl. Zeit   |
| 4     | Nils Politt           | + 1:32 min |
| 5     | Georg Zimmermann      | + 1:50 min |
| 6     | Simon Geschke         | + 3:23 min |
| 7     | Philipp Walsleben     | + 3:55 min |
| 8     | Roger Kluge           | gl. Zeit   |
| 9     | Johannes Fröhlinger   | + 4:28 min |
| 10    | John Degenkolb        | + 4:55 min |

Länge: 178,10 km

Start: Sonntag, 30. Juni, 11:30 Uhr MESZ

Strecke: 15 Runden mal 12,9 km = 178,10 km

Durchschnittsgeschwindigkeit des Siegers: 40,43 km/h
Von 190 Startern kamen 15 Fahrer ins Ziel.

#### Männer (U23)
siehe Drei-Länder-Meisterschaft 2019
| Platz | Athlet            | Zeit       |
| ----- | ----------------- | ---------- |
| 1     | Leon Heinschke    | 3:59:36 h  |
| 2     | Johannes Adamietz | + 0:02 min |
| 3     | Henrik Pakalski   | gl. Zeit   |
| 4     | Dominik Bauer     | gl. Zeit   |
| 5     | Tobias Nolde      | gl. Zeit   |
| 6     | Jakob Geßner      | gl. Zeit   |
| 7     | Jonas Rutsch      | + 0:04 min |
| 8     | Jonas Hartig      | + 0:11 min |
| 9     | Juri Hollmann     | + 0:24 min |
| 10    | Martin Salmon     | + 0:56 min |

Länge: 166 km

Start: Samstag, 15. Juni, 8:00 Uhr MESZ, in Gippingen

Strecke: 7 Runden mal 19,8 km = 166 km

### Einzelzeitfahren

#### Frauen
| Platz | Athletin        | Zeit (min) |
| ----- | --------------- | ---------- |
| 1     | Lisa Klein      | 38:49,12   |
| 2     | Mieke Kröger    | + 0:07     |
| 3     | Lisa Brennauer  | + 0:28     |
| 4     | Hannah Ludwig   | + 0:45     |
| 5     | Tanja Erath     | + 1:46     |
| 6     | Corinna Lechner | + 1:59     |
| 7     | Kathrin Hammes  | + 2:49     |
| 8     | Lisa Fischer    | + 3:08     |
| 9     | Lisa Brömmel    | + 3:26     |
| 10    | Adelheid Schütz | + 3:47     |

Länge: 30 km

Start: Freitag, 28. Juni, 15:30 Uhr (MESZ)

Durchschnittsgeschwindigkeit der Siegerin: 46,37 km/h

Es kamen 57 Starterinnen ins Ziel.

#### Männer
| Platz | Athlet           | Zeit (min) |
| ----- | ---------------- | ---------- |
| 1     | Tony Martin      | 39:11,60   |
| 2     | Nils Politt      | + 0:18     |
| 3     | Jasha Sütterlin  | + 1:00     |
| 4     | Max Walscheid    | + 1:09     |
| 5     | Justin Wolf      | + 1:23     |
| 6     | Jason Osborne    | + 1:28     |
| 7     | Roger Kluge      | + 1:50     |
| 8     | Julian Braun     | + 2:11     |
| 9     | Christopher Hatz | + 2:20     |
| 10    | Kersten Thiele   | + 2:32     |

Länge: 35 km

Start: Freitag, 28. Juni, 19:00 Uhr (MESZ)

Durchschnittsgeschwindigkeit des Siegers: 53,58 km/h

Es kamen 58 Starter ins Ziel.

#### Männer U23
| Platz | Athlet           | Zeit (min) |
| ----- | ---------------- | ---------- |
| 1     | Miguel Heidemann | 40:40,85   |
| 2     | Florian Stork    | + 0:58     |
| 3     | Juri Hollmann    | + 1:01     |
| 4     | Jonas Rutsch     | + 1:07     |
| 5     | Jannis Peter     | + 1:33     |
| 6     | Johannes Hodapp  | + 1:35     |
| 7     | Leon Echtermann  | + 1:38     |
| 8     | Richard Banusch  | + 1:40     |
| 9     | Leon Heinschke   | + 1:43     |
| 10    | Paul Taebling    | + 1:58     |

Länge: 35 km

Start: Freitag, 28. Juni, 16:30 Uhr (MESZ) 

Durchschnittsgeschwindigkeit des Siegers: 51,62 km/h

Es kamen 73 Starter ins Ziel.

## Mannschaftszeitfahren (in Genthin)
Die Meisterschaft im Sechser-Mannschaftszeitfahren der Männer (Elite) wurde am 8. September 2018 in Genthin (Sachsen-Anhalt) im Rahmen der Rad-Bundesliga ausgefahren.
| Platz | Team                 | Athleten                                                                                               | Zeit (h) |
| ----- | -------------------- | --- | -------- |
| 1     | Radteam Herrmann     | Christopher Hatz, Florian Obersteiner, Miguel Heidemann, Florenz Knauer, Leon Echtermann, Lennart Jung | 52:16,54 |
| 2     | Team Lotto–Kern Haus | Jonas Rutsch, Joshua Huppertz, Jan Hugger, Robert Kessler, Luca Henn, Jan Kuhn                         | 52:30,94 |
| 3     | Heizomat rad-net.de  | Patrick Haller, Jan Tschernoster, Jasper Frahm, Felix Groß, Jannis Peter, Pirmin Benz                  | 52:48,54 |

Länge: 50 km

Start: Sonntag, 8. September

Strecke: Genthin–Genthin, 2 Runden